# Крейцберг, Мария Фрицевна
Мари́я Фри́цевна Кре́йцберг (16 марта 1887, Рига, Лифляндская губерния, Российская империя ― 16 декабря 1965, Красногорский, Звениговский район, Марийская АССР, РСФСР, СССР) ― советский врач-физиотерапевт, невропатолог. В годы Великой Отечественной войны ― заведующая физиокабинетом, врач-невропатолог эвакогоспиталя № 3071 в с. Кожласола Звениговского района Марийской АССР (1941―1945). Врач Республиканского госпиталя инвалидов войны Марийской АССР в п. Красногорский Звениговского района МАССР (1946―1965). Заслуженный врач РСФСР (1958).

## Биография
Родилась 16 марта 1887 года в столице Латвии Риге. По национальности — латышка.
В 1924 году окончила Казанский университет.
Работала в больницах Казани, в санатории имени Артёма Сергеева в Московской области. С 1934 года ― заведующая физиотерапевтическим отделением на зобной станции с. Кожласола Звениговского района Марийской АССР.
В годы Великой Отечественной войны ― заведующая физиокабинетом, врач-невропатолог эвакогоспиталя № 3071 в с. Кожласола Звениговского района МАССР. 
С 1946 года вплоть до последних дней жизни работала врачом Республиканского госпиталя инвалидов войны Марийской АССР в п. Красногорский Звениговского района Марийской АССР.
Известна как автор научных трудов по физиотерапии и неврологии.
За многолетнюю безупречную работу в области здравоохранения в 1958 году удостоена почётного звания «Заслуженный врач РСФСР». Награждена орденом Трудового Красного Знамени, медалями и Почётной грамотой Президиума Верховного Совета Марийской АССР.
Ушла из жизни 16 декабря 1965 года в пгт. Красногорский ныне Звениговского района Марий Эл, похоронена там же.

## Признание заслуг
- Заслуженный врач РСФСР (1958)[1][2]
- Заслуженный врач Марийской АССР (1955)[1][2]
- Орден Трудового Красного Знамени (1951)[1][2]
- Медаль «За доблестный труд в Великой Отечественной войне 1941—1945 гг.»[1][2]
- Почётная грамота Президиума Верховного Совета Марийской АССР (1962)[1][2]